# Comuna Pirovac, Šibenik-Knin
Pirovac este o comună în cantonul Šibenik-Knin, Croația, având o populație de 1.930 de locuitori (2011).

## Demografie
Componența etnică a comunei Pirovac
     Croați (92,64%)
     Sârbi (1,19%)
     Necunoscut (0,21%)
     Neclasificat (2,07%)
Componența confesională a comunei Pirovac
     Catolici (88,91%)
     Fără religie și atei (3,47%)
     Ortodocși (1,24%)
     Necunoscută (4,51%)
     Alte religii (1,81%)
Conform recensământului din 2011, comuna Pirovac avea 1.930 de locuitori. Din punct de vedere etnic, majoritatea locuitorilor (92,64%) erau croați, cu o minoritate de sârbi (1,19%). Apartenența etnică nu este cunoscută în cazul a 0,21% din locuitori. Din punct de vedere confesional, majoritatea locuitorilor (88,91%) erau catolici, existând și minorități de persoane fără religie și atei (3,47%) și ortodocși (1,24%). Pentru 4,51% din locuitori nu este cunoscută apartenența confesională.